# Turški naseljenci v Severnem Cipru
Turški naseljenci v uradno nepriznanem Severnem Cipru so bili naseljeni po turškem vdoru (1974), ko je prišel severni del otoka trajno pod zasedbo Turčije. Celinski naseljenci so prišli iz Anatolije (Male Azije). Naselitve so organizirale oblasti turških osvajalcev skupaj s ciprskimi turškimi politiki. Dejanje je prekršilo ženevske konvencije, ki prepovedujejo naselitev v dežele, ki jih je tuja država okupirala.

## Ozadje
Turki so živeli tudi pred vdorom v Cipru, vendar so bili v zelo majhni manjšini. V 20. letih 20. stoletja je mnogo ciprskih Turkov zapustilo otok in se preselilo v Turčijo.
Narečje ciprskih Turkov je v veliki meri pod vplivom z grščino in ciprskim grškim narečjem. Turške skupnosti so bile pred 1974 raztrošene na otoku. Večinoma so živeli na severnem delu.
Po vdoru so turške čete in ciprski turški milicisti pregnali in tudi ubili Grke na severnem delu. Turki iz drugih krajev otoka so bežali na sever, v cono turške okupacije.

## Naselitve
Turki so najprej med 1975 in 1983 vzdrževali na otoku nepriznano turško zvezno državo, iz katere se je potem izoblikovala Turška republika Severni Ciper.
Že od februarja 1975 so začeli naseliti celinske turške družine. V prvem koraku so poklicali pet tisoč kmetijskih delavcev, ki so jim predali zapuščene nepremičnine pregnanih ali ubitih Grkov. Prvi val naselitev je trajal do 1977. Ljudi so pridobivali iz Osrednje Anatolije, Južne Turčije in primorske strani Črnega morja.
Doma mnogo takih družin je živelo med siromaškimi okoliščinami. Veliko jih ni imelo stanovanja ali zemljišča. Več naseljencev ni vedelo kje je Ciper, vendar so zaradi silnih težav takoj sprejeli ponudbo.
Turške oblasti so poskusile čim bolj prikrivati nezakonite naselitve in so dale ponarejene listine celinskim naseljencem, če bi bili avtohtonski ciprski Turki, ki so jih Grki pregnali pred vdorom.

## Naseljenci danes
66% današnjega prebivalstva Severnega Cipra je po poreklu celinski naseljenec iz Anatolije. Avtohtonski ciprski Turki so v manjšini v Severnem Cipru, vendar oni obvladajo vodilne pozicije v nepriznani republiki.
Celinski turški naseljenci se v veliki meri razlikujejo od avtohtonskih ciprskih Turkov. Tudi je zelo zanimivo, da največ naseljencev in njihovi potomci podpirajo ponovno združitev otoka, vendar zahtevajo popolne narodne pravice v državi.
OZN bi priznala pravice potomcev celinskih naseljencev, ki so odrasli v Cipru, toda imata jih ciprska grška vlada in Grčija ilegalne priseljence, zato Grki zahtevajo izselitev vseh celinskih naseljencev in tudi njihovih potomcev.
Prisotnost celinskih Turkov v Cipru je še do danes glavni moteč dejavnik ponovne združitve otoka.